# Балон (Приморски Шарант)
Балон (фр. Ballon) насеље је и општина у западној Француској у региону Поату-Шарант, у департману Приморски Шарант која припада префектури Рошфор.
По подацима из 2011. године у општини је живело 760 становника, а густина насељености је износила 62,4 становника/km². Општина се простире на површини од 12,18 km². Налази се на средњој надморској висини од 12 метара (максималној 47 m, а минималној 0 m).

## Демографија
| 1962. | 1968. | 1975. | 1982. | 1990. | 1999. | 2011. |
| ----- | ----- | ----- | ----- | ----- | ----- | ----- |
| 324   | 345   | 378   | 432   | 482   | 526   | 760   |

График промене броја становника у току последњих година